# Hazrat Begum
Hazrat Begum, född 1741, död 1774, var en indisk mogulprinsessa, och en av hustrurna till den afghanska kungen Ahmed shah Durrani.
Hon var dotter till mogulkejsaren Mohammed Nasir och Sahiba Mahal. Hennes far avled 1748 och efterträddes av hennes styvbror Ahmad Shah Bahadur, medan hon hamnade i sin styvmor Badshah Begums vård. 
År 1756 avsattes hennes bror till förmån för deras släkting Alamgir II. Hon var vid denna tidpunkt femton år och en berömd skönhet. Alamgir II begärde att få henne till hustru, men hon vägrade framgångsrikt att gifta sig med honom med hot om att begå självmord. 
År 1757 plundrades Delhi av afghanska trupper under Ahmed shah Durrani. Den afghanska kungen krävde att få henne till hustru, och då hennes styvmor och vårdnadshavare Badshah Begum försökte vägra genom att hänvisa till hennes ålder, tvingade han igenom en bröllopsceremoni med våld. Ahmed shah Durrani förde sedan med henne tillbaka till Kandahar i Afghanistan. Hon uppges ha gråtit när hon lämnade Delhi, och hon följdes på vägen av sin styvmor, sin mor och ett följe kvinnor ur det indiska hovet. När hon avled 1774, fördes hennes kvarlevor tillbaka till Delhi för att begravas.